# Нарбаев, Каныбек Жайчиевич
Нарбаев Каныбек Жайчиевич (род. 16 июня 1959, Кербен, Ошская область) — государственный деятель Кыргызстана, советник муниципальной Службы Кыргызской Республики 1 класса, Государственный советник Государственной службы КР 3 класса, Член Союза архитекторов Кыргызской Республики, Действительный член Академик Международной Академии творчеств, Профессор Международной Академии Архитектуры, Экс-Директор Государственного агентства архитектуры, строительства и жилищно-коммунального хозяйства при Правительстве КР

## Биография
Нарбаев Каныбек Жайчиевич родился 16 июня 1959 года в Жалал-Абадская области селе Кербен Аксыйского района Киргизской ССР.

### Образование
- В 1983 году окончил Архитектурный факультет Фрунзенского Политехнического института. Владеет кыргызским, русским.

### Политическая карьера
В 2015 году Кандидат в депутаты Жогорку Кенеша Кыргызской Республики, от политической партией «Бутун Кыргызстан Эмгек»

### Трудовая деятельность
- 1983—1988 гг. — Архитектор, старший архитектор, ведущий Архитектор Проектного института «Фрунзе горпроект»
- 1988—1989 гг. — Ведущий архитектор отдела жилых и общественных Зданий Управления проектно-изыскательных работ Госстроя КР
- 1989—1991 гг. — Главный архитектор проектов, руководитель Проектной мастерской филиала ЦНИИП градостроительства в г. Фрунзе
- 1991—1992 гг. — Заместитель директора по архитектуре — Главный Архитектор института филилала ЦНИИП градостроительства г. Фрунзе
- 1992—2004 гг. — Директор института Кыргыз НИИП градостроительства Госстроя Кыргызской Республики
- 2004—2008 гг. — Начальник управления Бишкекглавархитектуры — Главный архитектор г. Бишкек
- 2005—2008 гг. — Вице-мэр г. Бишкек по вопросам Градостроительства и архитектуры, Главный архитектор г. Бишкек[19]
- 2008—2013 гг. — Директор Государственного агентства архитектуры и Строительства при Правительстве КР[20][21][22]
- 2014 — по н.в. Доцент кафедры «Архитектура» института Архитектуры и Дизайна КГУСТА им. Н.Исанова[23][24]

### Награды
- Почетная Грамота Союза архитекторов Кыргызской ССР.
- Лауреат республиканского фестиваля, диплом 1-й степени.
- Почетная грамота ЦК ЛКСМ Кыргызстана.
- Лауреат Всесоюзного смотра лучших архитектурных произведений, диплом 1-й степени.
- Почётная грамота Кыргызской Республики
- Почетное звание «Заслуженный строитель» Кыргызской Республики.

Классный чин и иные специальные звания
- Присвоен Классный чин Советника муниципальной Службы Кыргызской Республики 1 класса
- Указом Президента Кыргызской Республики присвоен Классный чин Государственного советника Государственной службы КР 3 класса
- Член Союза архитекторов Кыргызской Республики
- Действительный член Академик Международной Академии творчеств
- Профессор Международной Академии Архитектуры

### Личная жизнь
Женат, имеет 4-х детей